# Nils Idström
Nils Vilhelm Arvid Idström, född 5 februari 1900 i Julita församling, Södermanlands län, död 30 juni 1966 i Högalids församling i Stockholm, var en svensk författare, manusförfattare och skådespelare.
Han var verksam under pseudonymen Karsten Wimmermark och gav ut ett tiotal romaner. Av dessa filmades Birger Jarlsgatan (med filmtiteln Gatan), Två trappor över gården och Farlig kurva. Idström var även verksam som översättare och spökskrivare.
Nils Idström är begravd på Råcksta begravningsplats.

## Filmografi
- 1938 – Herr Husassistenten
- 1940 – Hjältar i gult och blått
- 1940 – Lillebror och jag
- 1942 – Tre skojiga skojare
- 1947 – Sången om Stockholm

### Filmmanus
- 1950 – Två trappor över gården (även produktionsassistent)

## Teater

### Roller (ej komplett)
| År   | Roll            | Produktion                                 | Regi       | Teater       |
| ---- | --------------- | ------------------------------------------ | ---------- | ------------ |
| 1930 | Henrik Fjellner | Spanska flugan Franz Arnold och Ernst Bach | Elis Ellis | Odéonteatern |